# Alcalá de Guadaíra
Alcalá de Guadaíra er en by og kommune i det sydlige Spanien i provinsen Sevilla. Den har et indbyggertal på 76.922 (2024) indbyggere.